# Liparis grossa
Liparis grossa är en orkidéart som beskrevs av Heinrich Gustav Reichenbach. Liparis grossa ingår i släktet gulyxnen, och familjen orkidéer. Inga underarter finns listade i Catalogue of Life.

## Bildgalleri

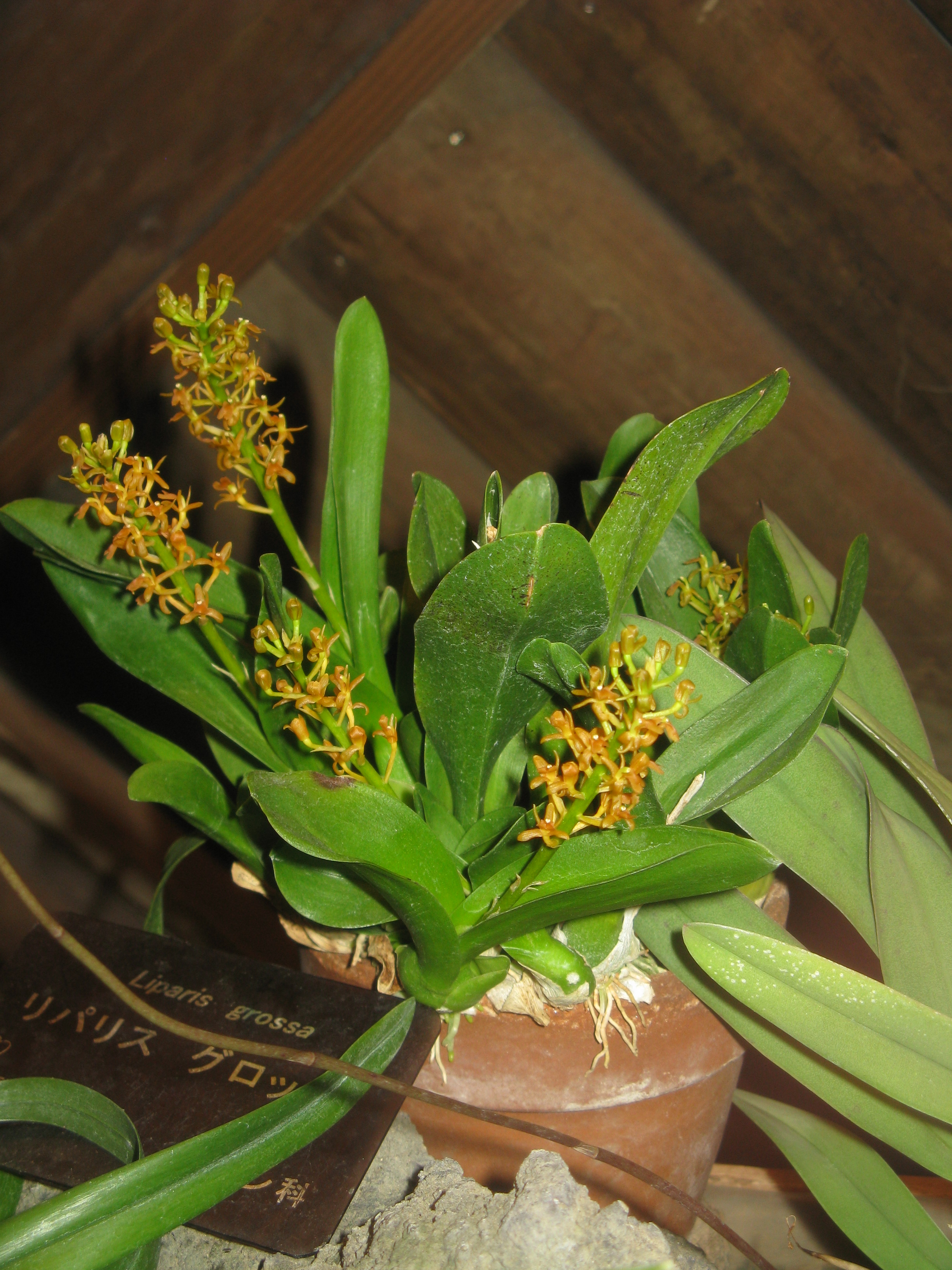